# Houghton (Iowa)
Houghton és una població dels Estats Units a l'estat d'Iowa. Segons el cens del 2000 tenia 130 habitants.

## Demografia
Segons el cens del 2000, Houghton tenia 130 habitants, 54 habitatges, i 42 famílies. La densitat de població era de 167,3 habitants/km².
Dels 54 habitatges en un 33,3% hi vivien nens de menys de 18 anys, en un 70,4% hi vivien parelles casades, en un 3,7% dones solteres, i en un 22,2% no eren unitats familiars. En el 22,2% dels habitatges hi vivien persones soles el 13% de les quals corresponia a persones de 65 anys o més que vivien soles. El nombre mitjà de persones vivint en cada habitatge era de 2,39 i el nombre mitjà de persones que vivien en cada família era de 2,79.
Per edats la població es repartia de la següent manera: un 24,6% tenia menys de 18 anys, un 2,3% entre 18 i 24, un 23,1% entre 25 i 44, un 29,2% de 45 a 60 i un 20,8% 65 anys o més.
L'edat mediana era de 44 anys. Per cada 100 dones de 18 o més anys hi havia 96 homes.
La renda mediana per habitatge era de 47.500 $ i la renda mediana per família de 54.375 $. Els homes tenien una renda mediana de 31.042 $ mentre que les dones 16.750 $. La renda per capita de la població era de 19.203 $. Cap de les famílies i el 3,1% de la població estaven per davall del llindar de pobresa.

## Poblacions més properes
El següent diagrama mostra les poblacions més properes.